# Sergiu Celibidache
Sergiu Celibidache (ur. 28 czerwca?/11 lipca 1912 w Romanie, zm. 14 sierpnia 1996 w Neuville-sur-Essonne) – rumuński dyrygent, kompozytor i pedagog.
W 1970 został laureatem prestiżowej duńskiej Nagrody Fundacji Muzycznej Léonie Sonning.

## Zarys biografii
Syn Demostena Celibidache, oficera kawalerii o greckich korzeniach, i Marii Brăteanu, nauczycielki chemii. Lata młodzieńcze spędził w Jassach, w północno-wschodniej części kraju.
Początkowo studiował na Uniwersytecie w Bukareszcie, następnie przeniósł się na Berliński Uniwersytet Sztuk Pięknych, gdzie ukończył studia na kierunku kompozycji i dyrygentury. Następnie studiował muzykologię, filozofię i matematykę na Uniwersytecie Fryderyka Wilhelma, gdzie jego nauczycielami byli Nicolai Hartmann czy Eduard Spranger.  Po studiach w Berlinie, już  na stałe osiadł w Niemczech.
Od 1945 do 1952 pełnił funkcję głównego dyrygenta Orkiestry Filharmonii Berlińskiej. Po objęciu funkcji głównego dyrygenta przez Herberta von Karajana rozstał się z Filharmonią Berlińską i wyjechał do Włoch, gdzie nawiązał współpracę z Orchestra Sinfonica Siciliana i La Scalą. Następnie zajął się współpracą z orkiestrami radiowymi z Kopenhagi i Paryża. W latach 1962–1971 kierował szwedzką orkiestrą radiową, a od 1972 do 1978 dyrygował radiową orkiestrą symfoniczną ze Stuttgartu. Następnie do roku 1979 współpracował z tokijską Orkiestrą Symfoniczną NHK.
Od 1979 do śmierci dyrygował Orkiestrą Filharmonii Monachijskiej. Jednocześnie prowadził wykłady w Hochschule für Musik na Uniwersytecie Johannesa Gutenberga w Moguncji oraz Instytucie Curtisa w Filadelfii w amerykańskim stanie Pensylwania.
W roku 1965 poślubił Ioanę Dumitrescu. Mieli jednego syna Serge Celibidache (ur. 1968). Celibidache zmarł na zawał serca w wieku 84 lat, w 1996 roku w Neuville-sur-Essonne, niedaleko Paryża. Został również pochowany na tamtejszym cmentarzu.
Honorowy członek Academia Română, odznaczony m.in. Orderem Zasługi Republiki Federalnej Niemiec, Orderem Maksymiliana, Bawarskim Orderem Zasługi, komandorią Orderu Sztuki i Literatury. Honorowy obywatel Monachium oraz Jass.
Celibidache nie lubił nagrywać swojej muzyki i wolał koncerty na żywo. Pozostałe po nim nagrania wydano po jego śmierci.